# Terminal Cases
Terminal Cases es el primer álbum de estudio del actor y cantante Matt Bennett lanzado el 10 de junio de 2016 por Caroline Records.

## Antecedentes
A finales de 2015, Matt Bennett subió a Instagram una captura de la grabación de Bicentennial.
Bennett hizo un anuncio de su álbum a través de su cuenta de Snapchat, Mott Bonnott. También hizo que el álbum sea pre-ordenado en iTunes.
El 19 de marzo de 2016, Matt subió el fondo de la portada del álbum.
El 2 de abril de 2016 subió a su cuenta de Instagram, La portada oficial de, en la imagen se puede ver algo blanco y rojo, pero Matt asegura que es Blanco y Dorado. El 12 de abril de 2016, Matt subió a Instagram la portada oficial de El 30 de abril de 2016, Matt subió la parte trasera de la portada del álbum a Instagram.

## Lista de canciones
| Terminal Cases |                         |              |          |  |
| N.º            | Título                  | Escritor(es) | Duración |  |
| 1.             | «Fisher King»           | Matt Bennett | 3:09     |  |
| 2.             | «Moscow»                | Matt Bennett | 3:37     |  |
| 3.             | «Jumanji»               | Matt Bennett | 4:28     |  |
| 4.             | «Hook» (Parte 1)        | Matt Bennett | 3:31     |  |
| 5.             | «Birdcage»              | Matt Bennett | 1:48     |  |
| 6.             | «Bicentennial»          | Matt Bennett | 3:31     |  |
| 7.             | «Hook» (Parte 2)        | Matt Bennett | 3:29     |  |
| 8.             | «Doubtfire»             | Matt Bennett | 4:36     |  |
| 9.             | «What Dreams May Come»  | Matt Bennett | 4:08     |  |
| 10.            | «Garp (Terminal Cases)» | Matt Bennett | 6:28     |  |
| 38:44          |                         |              |          |  |